# 陳文清
陳 文清（ちん ぶんせい、簡体字：陈文清、繁体字：陳文清、英語：Chen Wenqing、チェン・ウェンチン、1960年1月24日 - ）は、中華人民共和国の政治家、官僚、元警察官、元検察官。
中国共産党中央規律検査委員会副書記、国家安全部長・党委員会書記、党中央政治局委員、党中央政法委員会書記を歴任した。
第17・18期党中央規委委員、第19・20期中央委員、第20期中央政治局委員である。
初の国家安全相出身の中央政法委書記。それに中央政法委書記に就任する公安相の未経験者は羅幹以来の初。